# Miniopterus ambohitrensis
Miniopterus ambohitrensis — вид ссавців родини довгокрилових. 

## Виявлення, вирізнення
Використовуючи молекулярно-генетичні (мітохондріальна цитохрома b) та морфологічні ознаки, був описаний новий вид, М. ambohitrensis. У північній частині Мадагаскару, М. ambohitrensis і М. aelleni є алопатричні, але відбуваються у відносно тісному географічному контакті (приблизно 40 км прямої відстані); М. ambohitrensis можна знайти в гірських вологих лісах, а М. aelleni в сухих листяних лісах. Морфологічно цей новий таксон відрізняється від М. aelleni забарвленням шерсті, зовнішніми вимірюваннями, відмінностями зубного ряду й формою козелка. Два споріднені види не демонструють акустичних відмінностей.

## Проживання, поведінка
Країна поширення: Мадагаскар. Зафіксований на висотах від 800 до 1600 м над рівнем моря.